# Chernykh Regio
La Chernykh Regio è una struttura geologica della superficie di Šteins.